# Balaustion baiocalyx
Balaustion baiocalyx là loài thực vật có hoa thuộc họ Myrtaceae. Đây là loài đặc hữu của phía tây nam Tây Úc. Chúng là một dạng cây bụi, có lá hình trứng với phần đầu hẹp hơn về phía gốc và thường có hoa màu trắng với khoảng từ 22 đến 24 nhị hoa.